# جيف إت أب تو مي
"(When You Gonna) Give It Up to Me" (المعروفة باسم "Give It Up to Me" في نسختها المنفردة) هي أغنية كتبها مغني الراب الجامايكي شون بول لألبومه الثالث The Trinity (2005). الأغنية المنفردة التي كان من المفترض إصدارها بعد «درجة الحرارة» كانت "Breakout" ولكن تم تحويلها إلى "Give It Up to Me" للترويج لفيلم Step Up (2006). كانت رابع أغنية أمريكية مأخوذة من الألبوم وخامس أغنية في المملكة المتحدة. الإصدار الذي تم إصداره كأغنية فردية («(عندما ستعمل) أعطه لي») هو تعاون مع Keyshia Cole وهو من المقطع الصوتي لفيلم Step Up. على الرغم من إعادة إصدار The Trinity قبل الإصدار الفردي مباشرة، إلا أن الإصدار مع Keyshia Cole لا يظهر في الألبوم على الرغم من إضافة «نسخة راديو».